# Atraphaxis toktogulica
Atraphaxis toktogulica är en slideväxtart som först beskrevs av Lazkov, och fick sitt nu gällande namn av T.M.Schust. & Reveal. Atraphaxis toktogulica ingår i släktet Atraphaxis och familjen slideväxter. Inga underarter finns listade i Catalogue of Life.